# Самоцветный бульвар
Самоцве́тный бульвар — улица в жилом районе «Ботанический» Чкаловского административного района Екатеринбурга.

## История
Бульвар был образован в 1990-х годах в процессе строительства жилого района «Ботанический». Изначально бульвар проектировался как пешеходный, однако позже было принято решение обустроить на нём проезжую часть и впоследствии пустить общественный транспорт. К настоящему времени бульвар застроен многоэтажными жилыми домами.

## Расположение и благоустройство
Первая половина трассировки улицы проходит с севера на юг, затем улица поворачивает к юго-востоку. Бульвар начинается от улицы Академика Шварца и заканчивается слиянием с Родонитовой улицей. Пересечений с другими улицами нет, примыкания улиц отсутствуют.
Протяжённость улицы составляет около 400 метров. Ширина проезжей части — около 8 м (по одной полосе в каждую сторону движения). На протяжении улицы имеется один светофор (на углу с улицей Академика Шварца), нерегулируемых пешеходных переходов не имеется. С обеих сторон улица оборудована тротуарами и уличным освещением.

## Примечательные здания и сооружения
- № 8 — детский сад № 223.
- № 10 — детский сад № 324.

## Транспорт
Автомобильное движение на всей протяжённости улицы двустороннее.

### Наземный общественный транспорт
По бульвару осуществляется автобусное движение, ходят маршрутные такси. На бульваре, недалеко от места слияния с Родонитовой улицей находится остановка общественного транспорта «Ботаническая»:
Автобус: №89, №98

### Ближайшие станции метро
В 1,0 км к востоку от перекрёстка Самоцветного бульвара с улицей Академика Шварца находится станция 1-й линии Екатеринбургского метрополитена  «Ботаническая».